# St. Johns (Illinois)
St. Johns – wieś w Stanach Zjednoczonych, w stanie Illinois, w hrabstwie Perry.